# Conseil latino-américain des Églises
Le Consejo Latinoamericano de Iglesias (CLAI - Conseil latino-américain des Églises) est une fédération d'Églises protestantes d'Amérique latine. Il est lié au Conseil œcuménique des églises dont il est la branche latino-américaine.

## Histoire
Le Conseil latino-américain des Églises est fondé en novembre 1982 à Lima au Pérou, mais le projet original remonte à 1978, avec la grande réunion des Églises protestantes du continent latino-américain à Oaxtepec (Mexique).

## Membres

### Membres de plein droit

#### Région Andine
- Bolivie

1. Iglesia evangelica luterana boliviana
2. Iglesia evangelica metodista en Bolivia
3. Iglesia luterana de habla alemana
4. Iglesia metodista pentecostal de Bolivia

- Chili
  - Iglesia evangelica presbiteriana
  - Iglesia hermanos en Christo
  - Corporacion mision union christiana
  - Iglesia pentecosta Eben Ezer
  - Iglesia templo La Hermosa
  - Iglesia pentecostal de Chile
  - Mision wesleyana nacional de Chile
  - Iglesia misionera pentecostal
  - Iglesia Evangélica Luterana en Chile
  - Iglesia metodista de Chile
  - Mision comunion de los hermanos
  - Mision iglesia pentecostal
  - Misiones pentecostales libres
- Équateur
  - Consejo de pueblos y organizaciones indigenas evangelicas del Ecuador – Fe Integridad y esperanza
  - Iglesia episcopal del Ecuador
  - Iglesia evangelica luterana
  -  Iglesia evangelica unida
- Pérou
  -  Iglesia evangelica de los peregrinos del Peru
  - Diocesis anglicana del Peru
  - Iglesia evangelica luterana de habla alemana
  - Iglesia luterana evangelica peruana
  -  Iglesia metodista del Peru

#### Région Brésil
- Igreja Evangélica de Confissão Luterana no Brasil, Église évangélique de la confession luthérienne au Brésil
- Igreja Episcopal Anglicana do Brasil, Église épiscopale anglicane du Brésil
- Igreja Cristã Reformada do Brasil, Église chrétienne réformée du Brésil
- Igreja Presbiteriana Independiente do Brasil, Église presbytérienne indépendante du Brésil
- Igreja Presbiteriana Unida do Brasil, Église presbytérienne unie du Brésil
- Igreja Evangélica Arabe de São Paulo, Église évangélique arabe de São Paulo
- Igreja Evangélica Congregacional do Brasil, Église évangélique congrégationnelle du Brésil
- Igreja Metodista, Église méthodiste

#### Région de la Caraïbe et de la Grande Colombie
- Colombie
  - Iglesia Presbiteriana de Colombia
  - Iglesia Episcopal en Colombiana - Comunión Anglicana
  - Iglesia Evangélica Luterana de Colombia
  - Iglesia Metodista Colombiana
- Cuba
  - Iglesia Episcopal de Cuba
- Porto Rico
  - Iglesia Metodista de Puerto Rico
- République dominicaine
  - Église épiscopalienne dominicaine
  - Église évangélique dominicaine

#### Région mésoaméricaine
- Nicaragua

1. Église morave au Nicaragua

#### Région du Rio de la Plata
- Argentine
  - Église évangélique du Rio de la Plata
  - Église évangélique luthérienne unie

- Uruguay
  - Église évangélique vaudoise du Rio de la Plata